# Idao de Tillard
Idao de Tillard, född 11 april 2018, är en fransk varmblodig travhäst som tränas av Thierry Duvaldestin och körs av Clément Duvaldestin.
Idao de Tillard började tävla i januari 2021 och inledde med två raka segrar. Han har sprungit in 2,9 miljon euro på 47 starter, varav 33 segrar och 4 andraplatser samt 3 tredjeplatser. Han har tagit karriärens hittills största segrar i Prix d'Amérique (2024 och 2025).
Han har även segrat i Prix Éphrem Houel (2022), Prix de Tonnac-Villeneuve (2022), Prix Phaeton (2022), Prix Guillaume le Conquérant (2022), Prix Raymond Fouard (2022), Grand Prix du Sud-Ouest (2022), Prix Marcel Laurent (2022, 2023), Prix de Croix (2023), Prix Ovide Moulinet (2023), Prix Jean Riaud (2023), Prix Jean Le Gonidec (2023), Prix Louis Jariel (2023), Prix Jockey (2023), Prix Doynel de Saint-Quentin (2023, Critérium des 5 ans (2023), Prix de Sélection (2022), Critérium Continental (2022) och Prix Ténor de Baune (2023). Han har även kommit på andraplats i Prix Ourasi (2022) och Prix Jules Thibault (2022) samt på tredjeplats i Prix Octave Douesnel (2022).

## Statistik

### Större segrar
| År   | Lopp                         | Kusk                | Vinstbelopp | Grupp   |
| ---- | ---------------------------- | ------------------- | ----------- | ------- |
| 2022 | Prix Éphrem Houel            | Clément Duvaldestin | 54 000 EUR  | Grupp 2 |
| 2022 | Prix de Sélection            | Clément Duvaldestin | 108 000 EUR | Grupp 1 |
| 2022 | Prix de Tonnac-Villeneuve    | Clément Duvaldestin | 54 000 EUR  | Grupp 2 |
| 2022 | Prix Phaeton                 | Clément Duvaldestin | 54 000 EUR  | Grupp 2 |
| 2022 | Grand Prix du Sud-Ouest      | Clément Duvaldestin | 81 000 EUR  | Grupp 2 |
| 2022 | Prix Marcel Laurent          | Théo Duvaldestin    | 54 000 EUR  | Grupp 2 |
| 2022 | Critérium Continental        | Clément Duvaldestin | 90 000 EUR  | Grupp 1 |
| 2023 | Prix de Croix                | Clément Duvaldestin | 54 000 EUR  | Grupp 2 |
| 2023 | Prix Ovide Moulinet          | Clément Duvaldestin | 54 000 EUR  | Grupp 2 |
| 2023 | Prix Jean Riaud              | Clément Duvaldestin | 40 500 EUR  | Grupp 3 |
| 2023 | Prix Jean Le Gonidec         | Clément Duvaldestin | 54 000 EUR  | Grupp 2 |
| 2023 | Prix Louis Jariel            | Clément Duvaldestin | 54 000 EUR  | Grupp 2 |
| 2023 | Prix Jockey                  | Clément Duvaldestin | 54 000 EUR  | Grupp 2 |
| 2023 | Critérium des 5 ans          | Clément Duvaldestin | 135 000 EUR | Grupp 1 |
| 2023 | Prix Marcel Laurent          | Clément Duvaldestin | 54 000 EUR  | Grupp 2 |
| 2023 | Prix Doynel de Saint-Quentin | Clément Duvaldestin | 54 000 EUR  | Grupp 2 |
| 2024 | Prix d'Amérique              | Clément Duvaldestin | 450 000 EUR | Grupp 1 |
| 2024 | Prix de France...            |                     |             |         |

## Stamtavla
| Efter Severino           | Gobernador        | Buvetier d’Aunou  | Royal Prestige   |
| Efter Severino           | Gobernador        | Buvetier d’Aunou  | Nesmile          |
| Efter Severino           | Gobernador        | Tangala           | Hymour           |
| Efter Severino           | Gobernador        | Tangala           | Mangala          |
| Efter Severino           | Katia de Tillard  | Mon Tourbillion   | Amyot            |
| Efter Severino           | Katia de Tillard  | Mon Tourbillion   | Tornade IV       |
| Efter Severino           | Katia de Tillard  | Elite de Tillard  | Podosis          |
| Efter Severino           | Katia de Tillard  | Elite de Tillard  | Queen de Tillard |
| Undan America de Tillard | First de Retz     | Podosis           | Florestan        |
| Undan America de Tillard | First de Retz     | Podosis           | Civette II       |
| Undan America de Tillard | First de Retz     | Ballerine de Retz | Levorino         |
| Undan America de Tillard | First de Retz     | Ballerine de Retz | Nice Gold        |
| Undan America de Tillard | Classe de Tillard | Workaholic        | Speedy Crown     |
| Undan America de Tillard | Classe de Tillard | Workaholic        | Okänd            |
| Undan America de Tillard | Classe de Tillard | Olympe de Tillard | Valmont          |
| Undan America de Tillard | Classe de Tillard | Olympe de Tillard | Fille Princiere  |